# Севи (група)
Севи (оригинално изписване: SEVI) е българска рок група от София, изпълняваща песните си на английски език. Основана е от вокалистката Светлана Близнакова през 2010 г. Групата описва стила си като „heart rock“, заради емоционалните и прочувствени послания на песните си.

## История
През януари 2010 г. Светлана Близнакова формира собствена група, заедно с Рали Велинов и Петър Братанов. Бандата е кръстена „Севи“ на прозвището на вокалистката. В края на годината е записан и първият сингъл „Can't stand the pain“. През февруари 2011 г. е заснет и клип към песента, а групата участва в много телевизионни и радио предавания. Видеото става първият клип на български изпълнители, пускан в кината преди началото на филмите. Благодарение на „Can't stand the pain“ Севи е избрана за банда на седмицата от перуанското радио „Рок симфония“.
През лятото на 2011 г. групата участва на множесто фестивали, печелейки награда на международния фест в Белозем. През ноември същата година е факт и втория сингъл „Limited edition“.
В началото на 2012 г. групата организира фестивала за млади групи „23 & 1/2h Rock IT Marathon“ в клуб „Rock IT“.Същата година излиза и дебютният албум на Севи „What Lies Beyond“.  Записът е представен с национално лятно турне. През март 2013 г. песента „Speed up“ влиза в класацията на Z-Rock „Каменица Топ 40“ и се задържа 30 седмици. През юли 2014 г. Севи провежда първото си европейско турне, изнасяйки концерти в Сърбия и Италия.
През 2016 г. Севи издава втория си албум The battle never ends и заснема клип към пилотната песен „Don't hesitate“.
През септември 2016 те биват избрани да подгреят първия концерт на Nightwish в България. На 18 ноември Севи пусна втори сингъл от новия албум, наречен „Destiny“. На 16 май Севи подгряват Europe в зала Арена Армеец София. През юни групата издава 8-и сингъл и видео – The Call, а лятото на 2017 носи на Севи участия във фестивали като Midalidare – rock in the Wine valley и Hills of Rock заедно с имена като Evanescence, Guano Apes, Dee Snider и Doro. Скоро след това SEVI издават синглите Am I Alive? и баладата Broken Wings – част от третия албум на групата – Follow Me (2019).
Албумът излиза на 09 март 2019 г. с участието на гост-музиканти като Томас Вилкстрьом (Therion) и Джен Маджура от Evanescence.
През юни 2019 г. SEVI пускат съвместната песен с Джен Маджура To Hell and Back като сингъл.
През лятото на 2019 г. групата е част от line-up-a на някои от най-големите фестивали в България, като Hills of Rock, Varna Rock и много други, заедно с имена като Disturbed, Avantasia и W.A.S.P
SEVI са част от програмата и на няколко фестивала в Гърция, Сърбия и Румъния.
SEVI са избрани да открият първия самостоятелен концерт на Evanescence в България на 11 септември (Арена Армеец).
2020 г. започна с нов сингъл „Shattered“, представен официално на 6 март, по време на концерта за 10-та годишнина на групата. През 2021 г. излиза и сингълът „Dark Knight“, чието музикално видео излиза на бял свят през април същата година. В момента групата работи по нов албум.
Джони Джоели съвместно с вокалистката Светлана Близнакова изпълнява дует в песента „Jaded“ през 2021 г.
В края на 2023та групата издаде своя четвърти албум „Genesis“. SEVI стартират 2024-та с нов сингъл и видео: „World That Doesn’t Fit“. Песента влезе в селекцията с предложения за Грами номинации на Американската Грами Академия.
Групата е на турне турне в подкрепа на новия албум „Genesis“.

## Времева линия
|  | Тази страница частично или изцяло представлява превод на страницата Sevi (band) в Уикипедия на английски. Оригиналният текст, както и този превод, са защитени от Лиценза „Криейтив Комънс – Признание – Споделяне на споделеното“, а за съдържание, създадено преди юни 2009 година – от Лиценза за свободна документация на ГНУ. Прегледайте историята на редакциите на оригиналната страница, както и на преводната страница, за да видите списъка на съавторите. ВАЖНО: Този шаблон се отнася единствено до авторските права върху съдържанието на статията. Добавянето му не отменя изискването да се посочват конкретни източници на твърденията, които да бъдат благонадеждни. |

## Дискография

### Албуми
- What lies beyond (2012)[8]
- The other side of Sevi (концертен) (2013)[8]
- The battle never ends (2016)[8]
- Follow Me (2019)[8]

### Сингли
- Can't Stand The Pain (2010)[8]
- Limited Edition (2011)
- Victim (2012)
- Speed Up (2013)
- On My Own (2014)[8]
- Don't Hesitate (2016)[8]
- Destiny (2016)
- The Call (2017)[8]
- Am I Alive? (2018)
- Broken Wings (2018)[8]
- To Hell and Back (2019)
- Shattered (2020)[8]
- Dark Knight (2021)[8]
- Hate You (2022)[8]
- Drowning (2022)[8]
- Insane (2023)[8]
- World That Doesn't Fit (2024)[8]